# Sigurnost hrane
Sigurnost hrane znanstvena je disciplina koja se bavi rukovanjem, pripremom i pohranom hrane radi prevencije trovanja hranom. Ona uključuje postupke koje treba slijediti radi izbjegavanja potencijalno ozbiljnih zdravstvenih rizika. 
Hranom se mogu prenositi bolesti s jedne osobe na drugu, a hrana može služiti kao medij za rast bakterija koje uzrokuju trovanje hranom.
Rasprave o sigurnosti genetičke hrane uključuju neka pitanja poput učinka genetički modificirane hrane na zdravlje budućih generacija i genetičko onečišćenje okoliša, što može uništiti prirodnu biološku raznolikost.
U razvijenim zemljama postoje detaljno razrađeni standardi pripreme hrane dok je u slabije razvijenim zemljama glavni problem jednostavno dostupnost dovoljno sigurne vode što je obično kritična stvar. U teoriji je trovanje hranom 100% moguće prevenirati.
Konzumiranjem hrane koja sadrži bakterije opasne za zdravlje, nakon određenog vremena (tzv. inkubacijskog razdoblja), javljaju se simptomi bolesti, odnosno trovanja. Dužina inkubacijskog razdoblja može biti od nekoliko sati do nekoliko dana, što ovisi o vrsti i količini bakterija (npr. neke bakterije trebaju više vremena kako bi se umnožile u tijelu domaćina i izazvale bolest, dok neke proizvode otrove već u samoj hrani pa je i vrijeme nastanka bolesti znatno kraće). Uobičajeni su simptomi mučnina, povraćanje, grčevi, proljev, ponekad groznica i gubitak tekućine.

## Kulinarska higijena
Kulinarska higijena odnosi se na postupke povezane s pripremom i kuhanjem hrane radi prevencije kontaminacije hrane, prevencije otrovanja hranom i minimiziranjem prijenosa bolesti na ostalu hranu, ljude i životinje. Postupci kulinarske higijene specificiraju sigurne načine rukovanja, pohrane, pripreme, posluživanja i jedenja hrane.
Budući da se bakterije ne mogu vidjeti golim okom, kao niti osjetiti mirisom ili okusom, jedini način da bismo bili sigurni da je hrana zdravstveno ispravna i spriječili pojavu bolesti jest higijena prilikom pripreme i konzumiranja hrane te njezino pravilno čuvanje.
Potencijalna opasnost od trovanja hranom leži u svakom domaćinstvu. Mikroorganizmi koji uzrokuju trovanje mogu se naći u tlu, vodi, životinjama i ljudima, a prenose se nehigijenskom manipulacijom kod pripreme hrane. Čimbenici koji najčešće dovode do širenja i razmnožavanja mikroorganizama u hrani jesu neodgovarajuća higijena ruku, površina i pribora za pripremu hrane, neprimjerena termička obrada i čuvanje hrane te križna kontaminacija i općenito higijena kuhinje.

## Mjere opreza
Propust u bilo kojem od spomenutih postupaka može izazvati trovanje. Stoga je od velike važnosti pridržavati se sljedećih pravila.
- Ispravno i često pranje ruku podrazumijeva pranje sapunom i toplom vodom najmanje 20 sekundi. Pranje ruku savjetuje se prije svake pripreme hrane, nakon uporabe toaleta ili bavljenja drugim poslom tijekom pripreme. U slučaju promjena na koži ili ozljede na rukama, preporuča se nositi rukavice.

- Radne površine i pribor potrebno je prati deterdžentom i toplom vodom, održavati čistim, suhim, bez ostataka hrane.
- Daske za rezanje bilo bi najbolje odvojiti prema vrstama namirnica: zasebne daske za meso, ribu i povrće. Ako su oštećene, nije ih dobro upotrebljavati zbog ostataka hrane i nečistoća koje se u njima zadržavaju.

- Važno je redovito održavati sudoper čistim i odmašćenim, a pogotovo spužvice i krpe koje se koriste u kuhinji. One mogu sadržavati tisuće bakterija jer su vlažne i pogodne za njihov razvoj, a teško ih je dezinficirati. Njima se koristimo i kod brisanja radnih površina i na taj način prenosimo bakterije na naizgled čistu i opranu radnu površinu. Treba ih mijenjati redovito i koristiti odvojeno spužvice za pranje radnih površina od onih za pranje suđa.

- Mogući način prijenosa bakterija je taj da se npr. isti nož i daska za rezanje koriste u pripremi sirovog mesa peradi i kod pripreme sirovog povrća. U tom slučaju nije opasnost u mesu, koje će se termički obraditi, već u povrću, koje je namijenjeno za konzumaciju sirovo (rajčica, paprika, salata…). U takvim primjerima leže mnogobrojne kombinacije načina prijenosa patogenih mikroorganizama. Dakle, prilikom korištenja pribora u pripremi hrane važno je nakon svake upotrebe dobro ga oprati prije upotrebe za drugu vrstu namirnica.
- Preporučljivo je izbjegavanje kontakta već pripremljene i sirove hrane, što podrazumijeva meso i ribu. To je najbolje napraviti već u hladnjaku: odvojiti sirovu hranu od hrane spremne za konzumaciju.
- Najbolje je čuvati sirovo meso i ribu pri dnu hladnjaka, tako da ne može doći do kontakta s drugim namirnicama (niti izravno, niti slučajnim curenjem "sukrvice").

- Važno je održavati higijenu kuhinjskog prostora, što podrazumijeva čuvanje metle, usisavača, krpi i drugih sredstava za čišćenje prostora podalje od mjesta pripreme hrane. Nadalje, važno je kuhinju redovito zračiti jer kod isparavanja vode i ulja nastaje aerosol pogodan za razvoj mikroorganizama koji se nakuplja u stalno zatvorenom prostoru. Također treba čistiti filtare nape i uređaja za klimatizaciju jer su i oni izvor mikroorganizama.

## Rok uporabe
Tijekom proizvodnje hrane primjenjuju se različiti tehnološki postupci radi smanjenja stupnja onečišćenja do granica bezopasnih za ljudsko zdravlje. Ali i u domaćinstvu treba voditi brigu o tome da se hrana toplinski obradi dovoljno dugo, na dovoljno visokoj temperaturi kako bi uništili većinu patogenih bakterija. Hranu treba temeljito prokuhati ili ispeći, osobito meso, perad i plodove mora. Hranu kao juhe i gulaše najbolje je pustiti da zavre. Dobro je temeljito podgrijati već skuhanu hranu.
Ispravno čuvanje hrane, prije i nakon pripreme, pridonosi smanjenju rizika obolijevanja. Pripremljenu hranu nužno je staviti u hladnjak jedan do dva sata nakon pripreme, smrznutu hranu potrebno je odmrzavati u hladnjaku, i to najbolje na njegovu dnu.
Prilikom kupnje potrebno je odabrati hranu koja je u trgovini ispravno čuvana, s označenim rokom trajanja i u neoštećenoj ambalaži. Rok upotrebe je minimalni rok trajanja hrane. Minimalni rok trajanja hrane je datum do kojeg hrana zadržava svoja karakteristična svojstva kod pravilnog čuvanja. Općenito, pojedine namirnice podložnije su mikrobiološkom kvarenju i one imaju kraći rok trajanja. To se odnosi na mliječne proizvode, slastice, mesne proizvode, proizvode od voća.
Hrana čuvana u hladnjaku ili zamrzivaču ima također ograničen rok trajanja. Naime, u uvjetima snižene temperature, enzimski se i mikrobiološki procesi usporavaju, ali ne prestaju. Hladnoća produžava rok trajanja, ali s vremenom dolazi do promjena na mastima, bjelančevinama i ugljikohidratima. To ovisi o vrsti hrane i njenom sastavu.
Minimalni rok trajanja hrane koja je s mikrobiološkog gledišta brzo pokvarljiva i predstavlja neposrednu opasnost za ljudsko zdravlje mora biti označen riječima: "upotrijebiti do". Evo nekoliko promjera: na mlijeku je na pakiranju naveden datum roka trajanja, a proizvođači većinom navode i vrijeme upotrebe nakon otvaranja (najčešće jedan do dva dana). Neotvoreno trajno mlijeko može se čuvati na temperaturi do 24 °C, a nakon otvaranja na hladnom (četiri do osam stupnjeva) i potrošiti u roku do tri dana.

## Znaci upozorenja
Pokvareno mlijeko može izazvati dosta ozbiljne zdravstvene probleme. Mlijeko koje je ukiseljeno ili je promijenilo boju, koje je zgrušano, pakiranje mu je napuhnuto ili pokazuje neke druge promjene, nije za konzumaciju.
Svaki sir mora biti pravilno zapakiran, inače se može osušiti, pa i postati pljesniv. Maslac se uvijek mora čuvati na hladnom, mora biti zapakiran kako se ne bi pokvario ili postao pljesniv.
Kod voća i povrća teško je odrediti rok trajanja jer to ovisi o vrsti voća i povrća. U svakom slučaju, ne bi se smjelo jesti voće i povrće na kojima se vide jasni znakovi promjena - plijesan ili gnjilost. Pri tome nije dovoljno samo odstraniti pokvareni dio.
Meso koje je klizavo i neugodnog mirisa nije pogodno za upotrebu. U zamrzivaču pri temperaturi od -18°C ne bi se trebalo čuvati preko pola godine.
Svaka namirnica ima svoje karakteristike na koje je potrebno obratiti pažnju kod čuvanja i konzumacije.
Puno je karika u lancu koje mogu dovesti do trovanja hranom, a velika odgovornost je na svakom pojedincu zasebno. 

## Tijela za sigurnost hrane
Hrvatska agencija za hranu (HAH) nacionalno je tijelo za sigurnost hrane, koja je započela s radom 3. siječnja 2005. godine u Osijeku.
Osnovni razlog osnivanja Hrvatske agencije za hranu, prije svega je zaštita zdravlja potrošača od bolesti prenosivih hranom, sa zadaćom da na znanstveno utemeljenim principima, transparentno i neovisno, uz suradnju svekolike znanstvene zajednice, provodi procjenu rizika u području sigurnosti hrane.
Integrirani pristup sigurnosti hrane Europske unije ima za cilj osigurati visoku razinu sigurnosti hrane, zdravlja životinja, dobrobiti životinja i biljnog zdravstva unutar Europske unije putem koherentnog pristupa „od poljoprivrednog dobra do stola“ i odgovarajućeg praćenja, te istodobno osigurati učinkovito funkcioniranje unutarnjeg tržišta. 
Od 1. siječnja 2005. godine, trgovačka društva koja proizvode hranu i stočnu hranu moraju jamčiti da su sva hrana, stočna hrana i sastojci hrane sljedljivi duž čitavog hranidbenog lanca. Ovo je bila posljednja mjera u čitavom pregledu propisa Europske unije o sigurnosti hrane koja je započela prije nekoliko godina.